# Géographie de Chicago

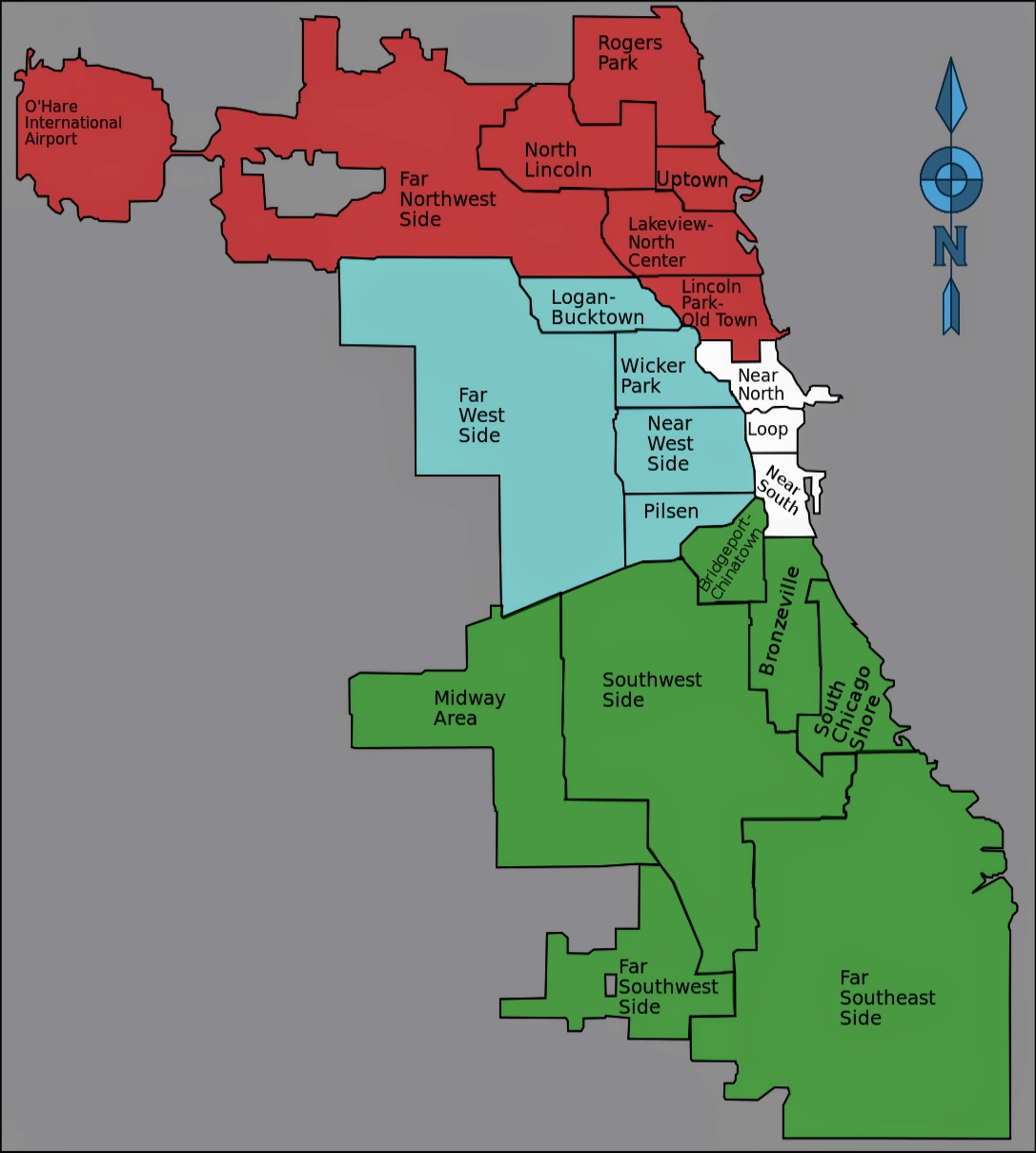
Carte de la ville de Chicago et de ses quatre sections géographiques (ou régions) : North Side (rouge), West Side (bleu), South Side (vert) et Downtown (blanc).

Cet article relate de divers aspects de la géographie de Chicago, la troisième ville des États-Unis par sa population. La ville de Chicago se trouve sur la rive sud-ouest du lac Michigan dans le nord-est de l'État de l'Illinois (dont elle n'est pas la capitale bien qu'étant la plus grande ville). Selon le Bureau du recensement des États-Unis, Chicago fait partie de deux ensembles géographiques dont la région agricole et rurale du Midwest (Middle West), une zone géographique de la région des Grands Lacs qui comprend 12 États du centre-nord des États-Unis, et la région du Nord des États-Unis (Northern United States), une zone géographique qui comprend 16 États du Midwest et du Nord-Est.

## Situation et cadre physique

### Localisation

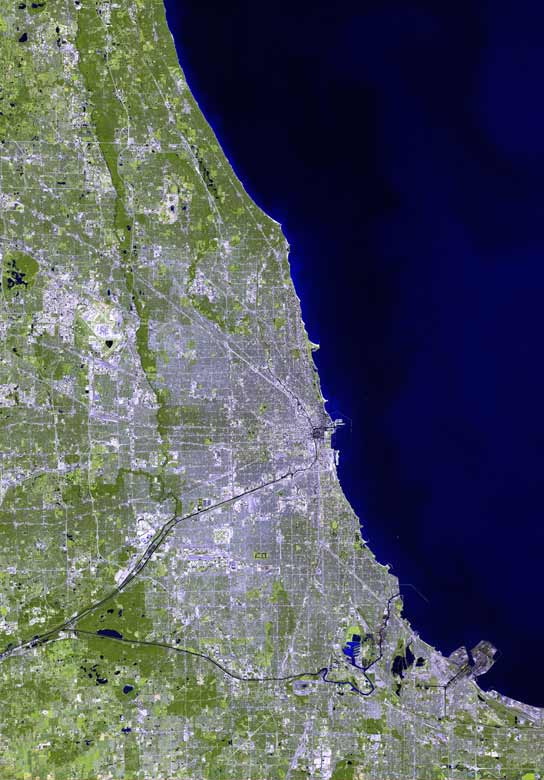
Image satellite de Chicago prise par la NASA dans les années 2010.

Au cours des XIXe et XXe siècles, la ville de Chicago s'est développée vers l'ouest et sur les rives du lac Michigan pour atteindre une longueur nord-sud d'environ 45 kilomètres, sur une largeur est-ouest de 25 kilomètres (dans sa partie la plus large), totalisant une superficie terrestre de 588 km2. La majeure partie de la ville se situe dans le comté de Cook tandis que l'aéroport international O'Hare et une portion de son quartier (environ 1/4) se trouvent dans le territoire du comté de DuPage au nord-ouest. La limite territoriale sud-est de la ville coïncide avec la frontière entre l'Illinois et l'Indiana, elle délimite les secteurs d'East Side et Hegewisch (Chicago) et la ville de Hammond (Indiana).
Chicago se trouve à environ 830 km à l'ouest de Toronto, la métropole canadienne, à 1 000 km de Washington, D.C, la capitale fédérale, à 1 300 km à l'ouest de New York, à 1 730 km au nord de Houston, et à 3 242 km au nord-est de Los Angeles. Chicago se trouve au centre de la Frost Belt, une région connue pour ses hivers rigoureux et ses neiges abondantes. En effet, la ville est régulièrement touchée par des tempêtes de neige puissantes et prolongées qui combinent de basses températures avec des vents très forts. Chicago appartient également à trois ensembles économiques importants : la région industrielle de la Rust Belt (« ceinture de la rouille »), anciennement appelée Manufacturing Belt (« ceinture des usines »), la région agricole du Midwest (réputée pour sa culture du maïs), plus connue sous l'appellation de la Corn Belt (« ceinture de maïs »), et la voie de transport fluvial des Grands Lacs d'Amérique du Nord. Les coordonnées géographiques de Chicago sont 41° 52′ 55″ N, 87° 34′ 40″ O, soit la même latitude que Barcelone en Espagne et Rome en Italie. Cette situation avantageuse sur la ligne continentale de partage des eaux qu'est la voie maritime du Saint-Laurent explique en partie l'essor de l'agglomération de Chicago.
Au niveau du secteur financier du Loop, le territoire de la ville de Chicago se divise naturellement en quatre sections géographiques (ou régions) qui sont principalement délimitées par la rivière Chicago (Chicago River) et le canal sanitaire de Chicago (Chicago Sanitary and Ship Canal). Ces sections qui composent la ville sont : North Side (composée des quartiers nord), West Side (composée des quartiers ouest), South Side (composée des quartiers sud) et Downtown Chicago (composée des quartiers centraux). La plus grande de ces sections est celle de South Side qui couvre à elle seule environ 60 % de la superficie totale de Chicago, tandis que la section correspondant à Downtown est la plus petite, ne comprenant que trois des soixante-dix-sept secteurs communautaires que compte la ville. La petite taille du secteur financier du Loop a toujours été définie par ses caractéristiques naturelles : le lac Michigan à l'est et la rivière Chicago au nord et à l'ouest. Le lac Michigan et la rivière Chicago déterminent où Chicago commence et continuent de définir le cœur de la ville aujourd'hui. D'une superficie de 57 750 km2 (494 km de long pour 190 km de large), le lac Michigan est si vaste qu'il semble être une mer intérieure (il est presque aussi vaste que l'État de la Virginie-Occidentale).

### Topographie

Les principaux cours d'eau dans la région de Chicago.

La ville a une altitude moyenne d'environ 176 mètres au-dessus du niveau moyen de la mer,. Le point culminant naturel de Chicago se trouve dans le secteur de Beverly (224 m) dans le sud-ouest de la ville et le point le plus élevé se trouve dans le secteur de Hegewisch à l'extrémité sud de la ville. La topographie plate de Chicago est rarement identifiée comme une caractéristique naturelle positive pour la ville. Contrairement à d'autres villes comme San Francisco ou Boston, Chicago n'est pas constituée de collines ou de montagnes pour aider à distinguer et créer son identité. Cependant, cette topographie plate expansive a permis à l'urbanisme et l'architecture de Chicago de définir l'identité de la ville. Les gratte-ciel du quartier d'affaires et les bâtiments résidentiels du littoral donnent du relief et du contraste à la grande planéité de cette région agricole et marque la confluence entre la rivière Chicago et le lac Michigan.
Le site de Chicago a longtemps été une plaine marécageuse (Chicago Plain) drainée par la rivière Chicago et la rivière Calumet. En effet, les contraintes naturelles du site sur lequel est bâti Chicago posèrent des problèmes d'aménagement aux autorités. Chicago a souffert de l'environnement marécageux qui rendait très difficile l'installation de routes et d'égouts. La boue envahissait les rues de la ville au printemps et l'image de Chicago était celle d'un endroit crasseux. Les autorités engagèrent d'importants travaux afin de surélever les infrastructures et implanter un réseau d'évacuation des eaux usées dans les années 1850. Plus à l'ouest, coule la rivière Des Plaines qui se jette dans la rivière Illinois, un affluent du Mississippi. Chicago se trouve donc sur la ligne de séparation des eaux entre l'Atlantique et le golfe du Mexique. Aujourd'hui, tous ces cours d'eau sont reliés entre eux par des canaux. Débutant sur la rivière Chicago et aboutissant sur la rivière Illinois sur une distance de 155 km, le canal Illinois et Michigan est ouvert en 1848 et permet aux bateaux circulant sur les Grands Lacs de rejoindre le Mississippi en passant par Chicago. Sa fonction a été partiellement remplacée par le canal sanitaire de Chicago plus large et plus profond en 1900, et il a cessé ses opérations de transport avec l'achèvement de la voie navigable de l'Illinois (Illinois Waterway) en 1933. 

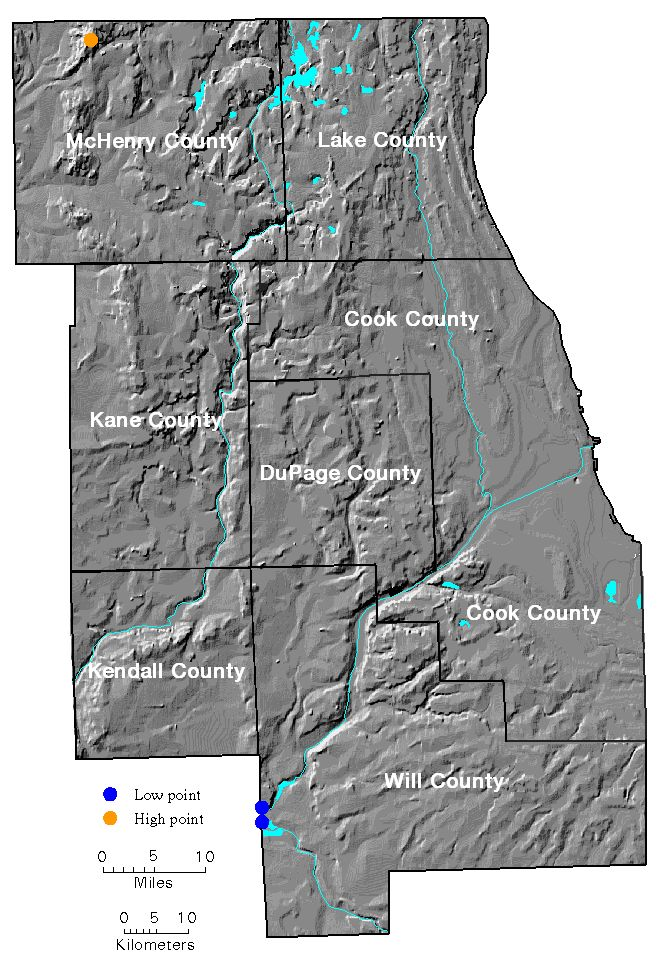
Les reliefs ainsi que les points les plus élevés et les plus bas de la région de Chicago.

Chicago repose sur un soubassement rocheux datant du Silurien (entre 443,7 à 416 millions d'années) recouvert par les dépôts sédimentaires au cours de la dernière glaciation du Quaternaire (Equality Formation). Le lac Michigan s'est formé à la fin de la dernière période glaciaire (glaciation du Wisconsin), il y a environ 10 000 ans, quand l'inlandsis laurentidien recula en laissant de grandes quantités d'eau de fonte,. La région des Grands Lacs fait partie de la grande dépression centrale d'Amérique du Nord s'étendant vers le sud en direction de la plaine du Mississippi. La topographie plate de Chicago est le résultat de son origine en tant que fond de lac. Le « lac glaciaire Chicago », comme on appelait cet élargissement temporaire au sud-ouest du lac Michigan, s'est élevé et s'est abaissé. Une partie de la rive actuelle a été poldérisée avec les remblais du Grand incendie de 1871. Le lac Michigan a toujours représenté une source d'eau potable et une voie de transport importante, faisant la liaison avec les autres Grands Lacs.
Le lac Michigan a permis l'installation du port de Chicago et le développement d'activités de loisirs, ce qui a contribué à diversifier la base industrielle en croissance rapide de Chicago. Le port utilise également les voies navigables qu'offrent le canal Illinois et Michigan, la rivière Chicago, la rivière Calumet et le lac Calumet (la plus grande étendue d'eau sur le territoire de la ville). Il manipule quelque 100 Mt en provenance ou à destination des autres ports des Grands Lacs et relie les ports de la côte atlantique au golfe du Mexique par le fleuve Mississippi. Avec l'essor des chemins de fer peu de temps après, la ville est devenue la plaque tournante ferroviaire du pays. Chicago est aussi un important carrefour de liaisons aériennes et compte quatre aéroports internationaux dans son agglomération dont les plus importants sont l'aéroport international O'Hare (quatrième aéroport du monde par le nombre de passagers) et l'aéroport international Midway. Chicago a continué d'être le carrefour de l'Amérique, ce qui a facilité la transition de la ville vers une économie post-industrielle.
Autrefois, la région de Chicago était en partie submergée par les eaux du bassin hydrographique de la rivière Des Plaines. Au cours des périodes de fortes pluies ou lorsque la rivière Des Plaines débordait de ses rives en raison de la glace en aval des barrages au début du printemps, la rivière coulait à travers la boue du lac au sud généralement en direction de la rivière Chicago. Hors la ville que nous connaissons aujourd'hui a commencé à se développer dans les années 1830 sur des terres marécageuses situées au milieu de vastes plaines recouvertes d'herbes hautes et denses dont la plupart des constructions ont été réalisées sur les bas des dunes autour de la rivière Chicago.

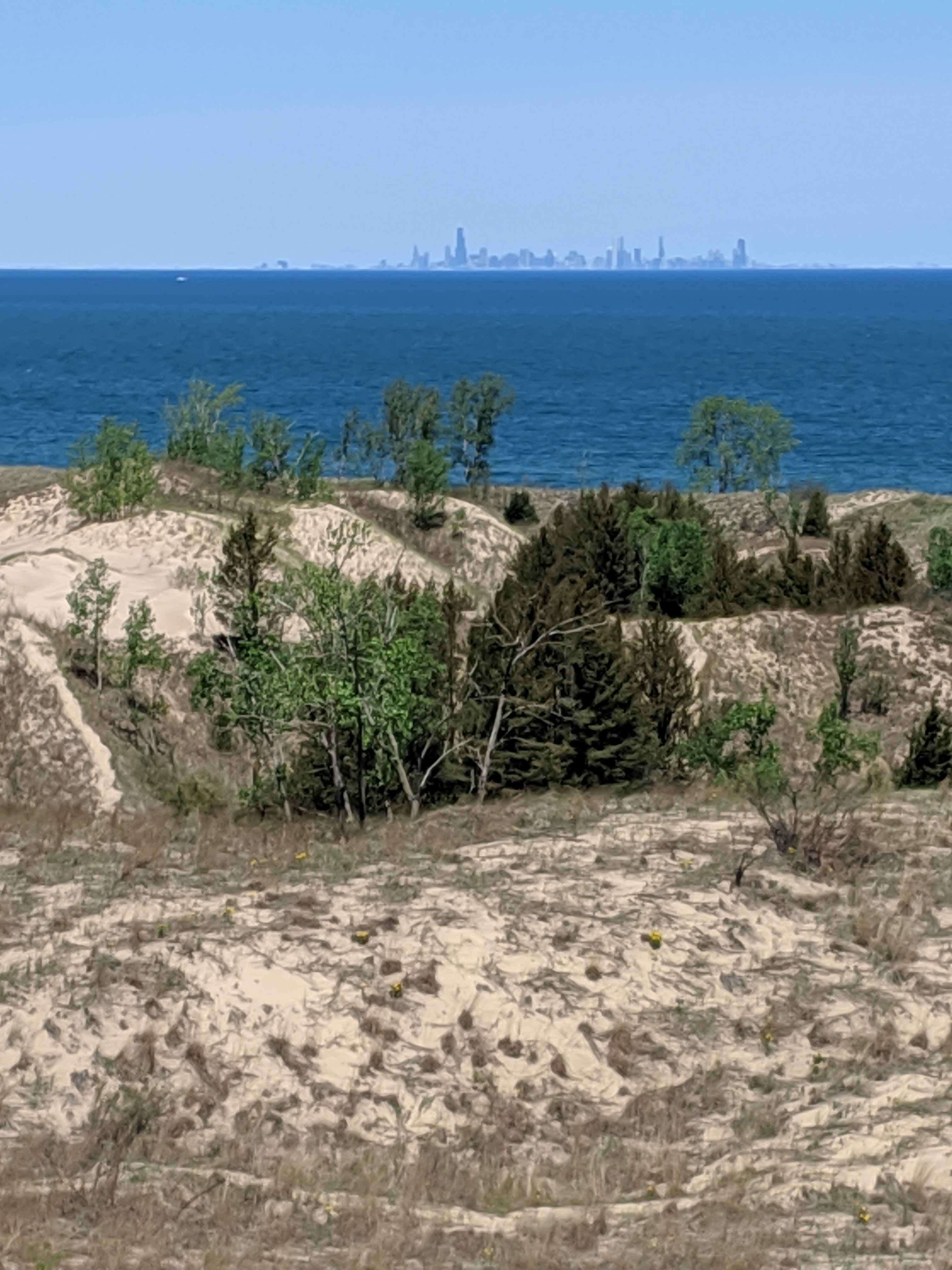
Les gratte-ciel du quartier d'affaires de Chicago sont visibles depuis le parc national des Indiana Dunes.

Au nord de la ville de Chicago, il y a des falaises abruptes et des ravins qui bordent le lac Michigan. En revanche, à la frontière nord-ouest de l'État de l'Indiana (dans le sud-est de la ville), des dunes de sable remplacent les falaises. De nombreuses dunes de sable se trouvent au parc national des Indiana Dunes, où certaines d'entre elles atteignent jusqu'à 200 pieds (environ 60 mètres). Cette zone est vallonnée et plus élevée que la plaine de Chicago. Passé les moraines, la terre s'aplatit à nouveau, mais elle est entrecoupée de quelques vallées fluviales profondes, comme les rivières Illinois, Fox, Des Plaines, et Kankakee. Bien que de nombreux habitants de Chicago pensent que les dunes se trouvent au nord ou au sud-est de la ville, Chicago elle-même a été construite sur des dunes. Les dunes de la région de Chicago ont joué un rôle important dans l'histoire de l'écologie. À la fin des années 1890, Henry Chandler Cowles, professeur à l'Université de Chicago, a découvert l'interaction entre les processus géologiques et le développement de la végétation qui a produit les dunes. Il a étudié le processus de succession des dunes par lequel une série de différentes espèces végétales se sont développées au fil du temps à mesure que les dunes se sont accumulées et se sont stabilisées.
En outre, une très grande carrière de calcaire (Thornton Quarry) existe juste au sud de la ville de Chicago dans la banlieue de Thornton. Il y avait autrefois un récif de corail, quand la région du Midwest était couverte par une mer intérieure chaude (avant la glaciation de la région de Chicago). Le reste de la région n'a pas cette roche près de la surface. La carrière de Thornton est l'une des plus grandes carrières d'agrégats au monde. Elle est longue de 2,5 km, large d'environ 1 km et profonde de 137,16 m à son point le plus bas. L'entreprise Gallagher Asphalt Corporation opère sur le terrain depuis 1928. La carrière contient des récifs siluriens qui se sont formés lorsque le bassin du Michigan (un bassin structural centré autour de la péninsule inférieure du Michigan et constitué du lac Michigan et du lac Huron) était recouvert d'eau de mer il y a plus de 400 millions d'années (comme défini par les couches stratigraphiques de référence).

## Statistiques

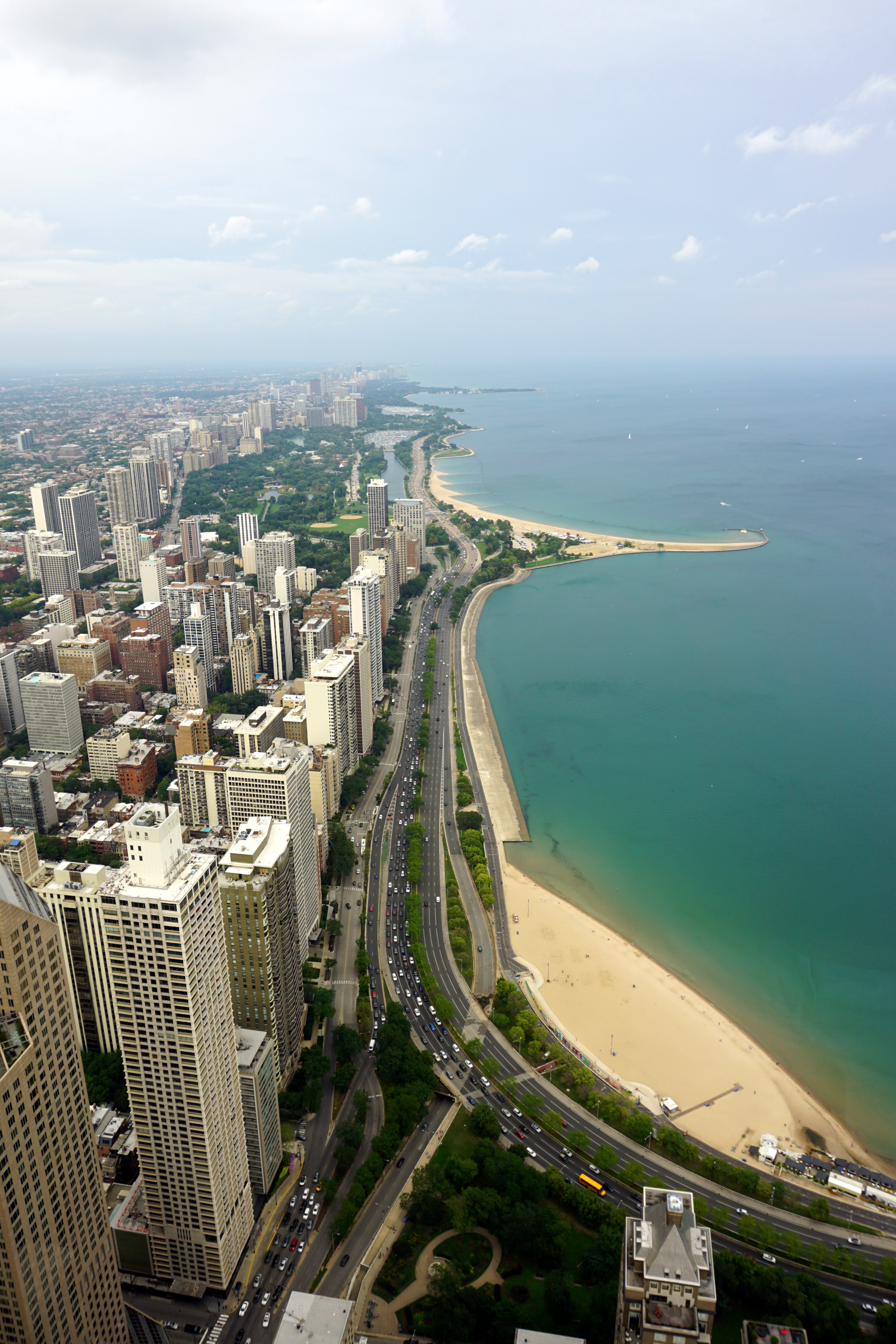
Vue sur Lake Shore Drive, les plages de Chicago et le lac Michigan depuis l'observatoire 360 Chicago du 875 North Michigan Avenue.

Selon le Bureau du recensement des États-Unis, le territoire de la commune de Chicago s'étend sur une superficie totale de 606,1 km2, dont 588,3 km2 de terre et 17,8 km2 d'eau. La majeure partie de la ville a été construite sur des terrains plats, l'altitude moyenne de la terre est de 176 mètres (son point culminant s'élève à un peu plus de 200 mètres). Le barycentre (centre géographique) de la ville se trouve aux coordonnées 41° 50′ 26″ N, 87° 40′ 46″ O. Chicago, ainsi que les villes de New York et Los Angeles sont les trois villes les plus peuplées des États-Unis, en termes de superficie Chicago fait à peine la moitié par rapport à New York (1 214,4 km2) et Los Angeles (1 290,6 km2).
Le territoire de la ville de Chicago est subdivisé en quatre sections géographiques, 50 wards, 77 secteurs communautaires et environ 228 quartiers. Les sections, les secteurs et les quartiers sont des divisions strictement géographiques ou statistiques. Seuls les wards (ou « districts ») sont une division administrative et politique, en effet le conseil municipal de Chicago (Chicago City Council) se compose de 50 conseillers qui représentent chacun un ward au Conseil de la ville (Government of Chicago). On peut dire, d'une façon générale, qu'une section géographique est composée de plusieurs secteurs communautaires lesquels sont composés de plusieurs quartiers. Un quartier peut s'étendre sur deux secteurs communautaires, en revanche un secteur ne peut déborder sur deux sections géographiques. La ville est couverte par deux indicatifs téléphoniques régionaux : l'indicatif 312 (qui couvre la zone correspondant approximativement à Downtown Chicago) et l'indicatif 773 (qui coïncide avec tout le reste du territoire de la ville de Chicago, hormis Downtown). Enfin, les communes résidentielles de Norridge et de Harwood Heights sont enclavées dans la ville de Chicago (dans sa partie nord-ouest) ; limitrophes l'une de l'autre, elles sont encerclées par les secteurs de Norwood Park au nord, Dunning au sud, Portage Park au sud-est, Jefferson Park au nord-est, et O'Hare à l'ouest.
L'aire métropolitaine de Chicago (Chicago metropolitan area ; communément appelée  « Chicagoland ») s'étend sur une superficie totale de 28 163 km2 à cheval sur trois États : l'Illinois, l'Indiana et le Wisconsin. Avec 9 785 747 habitants, Chicagoland est la plus grande aire urbaine de la région du Midwest, la troisième des États-Unis et la quatrième d'Amérique du Nord après celles de Mexico, New York et Los Angeles. À l'échelle du continent américain, elle est la sixième aire urbaine après celles de Mexico, New York, São Paulo, Los Angeles et Buenos Aires.
L'aire métropolitaine de Chicago se compose de 14 comtés de la région, dont neuf comtés du nord-est de l’État de l'Illinois (Cook, DeKalb, DuPage, Grundy, Kane, Kendall, Lake, McHenry et Will), quatre comtés du nord-ouest de l'État de l'Indiana (Jasper, Lake, Newton et Porter), et un comté du sud-est de l'État du Wisconsin (Kenosha). Les comtés de Cook, DuPage, Lake, Will et Lake (Indiana) forment la première couronne de l'agglomération de Chicago et constituent sa banlieue proche. Les autres comtés (DeKalb, Grundy, Jasper, Kane, Kendall, Kenosha, McHenry, Newton et Porter) forment la deuxième couronne de l'agglomération et constituent sa grande banlieue, qui lui vaut parfois l'appellation de « Grand Chicago » (Greater Chicago) par les habitants de la région et les élus locaux, bien que le terme de « Chicagoland » soit plus couramment employé.

## Environnement

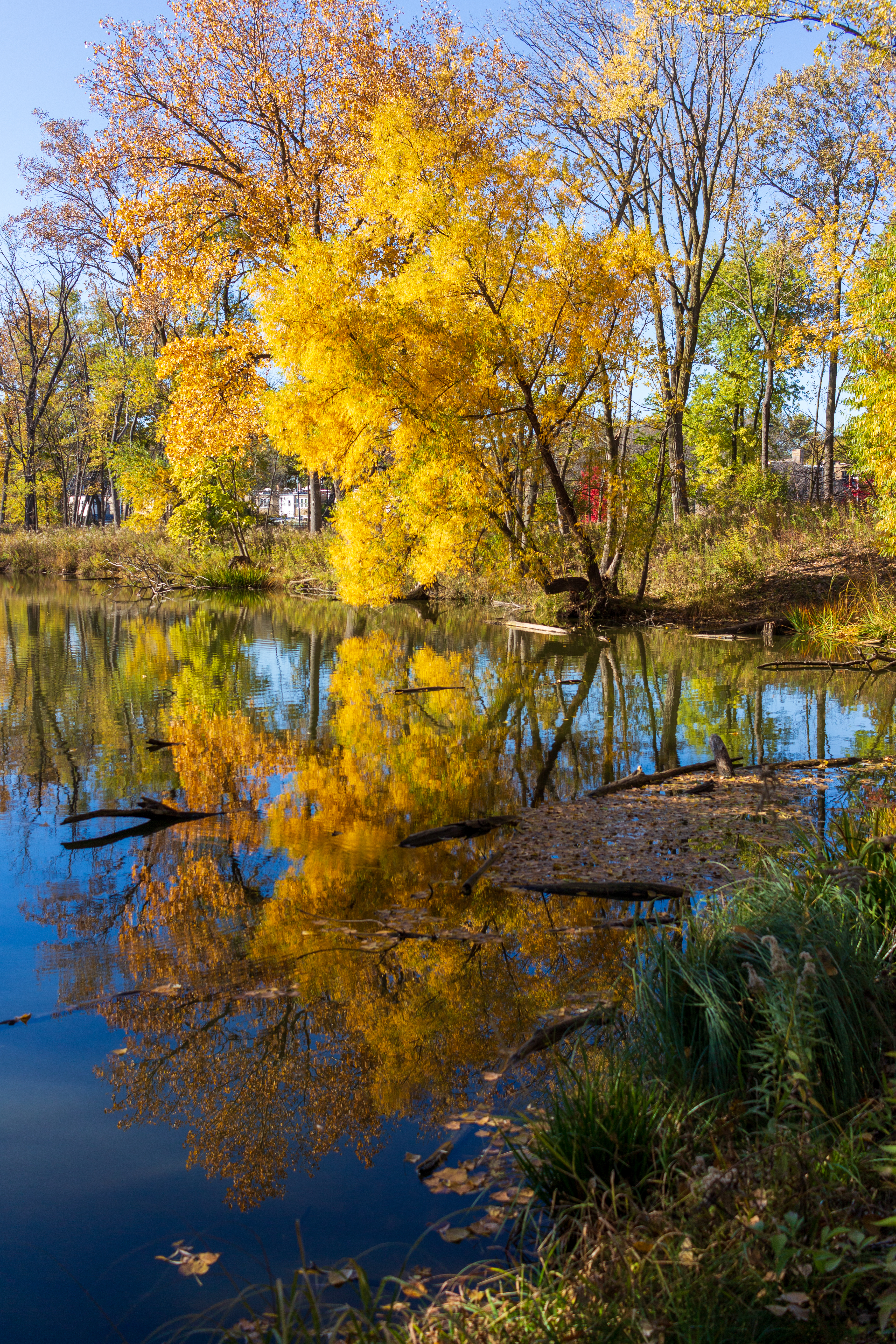
La réserve naturelle de West Ridge (West Ridge Nature Preserve Park), un parc naturel situé à l'angle nord-ouest dans le cimetière de Rosehill.

La population de la région de Chicago a doublé en 50 ans ([5 millions d'habitants en 1950 et près de 10 millions en 2000] dans l'agglomération ; [1,6 million en 1900, 3,6 millions en 1950 et 2,8 millions en 2000] dans la ville). Ces changements démographiques sont dus à la fois aux déplacements des Chicagoans vers les banlieues au fil du temps, cherchant la tranquillité loin de l'agitation de la ville, mais aussi à l'immigration continue en provenance de l'étranger et l'arrivée constante de nouveaux habitants dans la région en provenance d'autres États du Midwest et du Sud des États-Unis.
Dans les banlieues habitent des populations issues des classes moyennes et aisées (plus ou moins riches). Ces banlieues sont principalement constituées de lotissements avec des maisons individuelles souvent grandes et récentes avec des jardins et parfois des piscines. Dans la plupart des communes de la banlieue chicagoane les maisons sont parfaitement alignées le long des rues bien entretenues et bordées d'arbres. Bien que les aires urbaines de Los Angeles et Las Vegas soient considérées comme des championnes de l'étalement urbain ou urban sprawl, Chicago n'échappe pas à ce phénomène assez typique des grandes villes américaines. Il résulte de cet accroissement démographique et à des conséquences sur l'environnement et la physiologie de la région, en effet cela engendre une importante pollution atmosphérique et une expansion urbaine prenant le pas sur les terres agricoles.
L'aspect de la ville de Chicago présente un visage différent dans chaque direction. L'une des caractéristiques les plus attrayantes de la ville est ses kilomètres de parcs très fréquentés (Lincoln Park, Grant Park, Burnham Park, Harold Washington Park et Jackson Park pour ne citer qu'eux), de plages et d'autres installations publiques dont l'ensemble forme une bande verte le long des rives du lac Michigan. D'autres parties de la ville peuvent être lugubres (comme les secteurs anciennement industriels de Lower West Side, New City, Near West Side, South Chicago ou encore South Deering qui abritaient les aciéries, usines et abattoirs qui faisaient autrefois de l'économie de Chicago l'une des plus importantes du pays). De vastes friches et des bâtiments industriels sporadiques, dont beaucoup sont abandonnés, bordent les voies ferrées et les bras de rivière qui partent du centre-ville. Le paysage industriel de la partie sud-est de la ville domine la vue depuis l'est. Les approches ouest et nord de Chicago (West Side et North Side) présentent une vaste étendue de quartiers résidentiels bordés d'arbres, de parcs et de verdure, menant à une ligne d'horizon verticale d'immeubles de bureaux, d'hôtels et d'appartements imposants qui sont concentrés dans Downtown Chicago et les secteurs situés le long du lac comme Rogers Park, Edgewater, Lakeview, Lincoln Park, Hyde Park ou encore Woodlawn.

### Aménagement du territoire

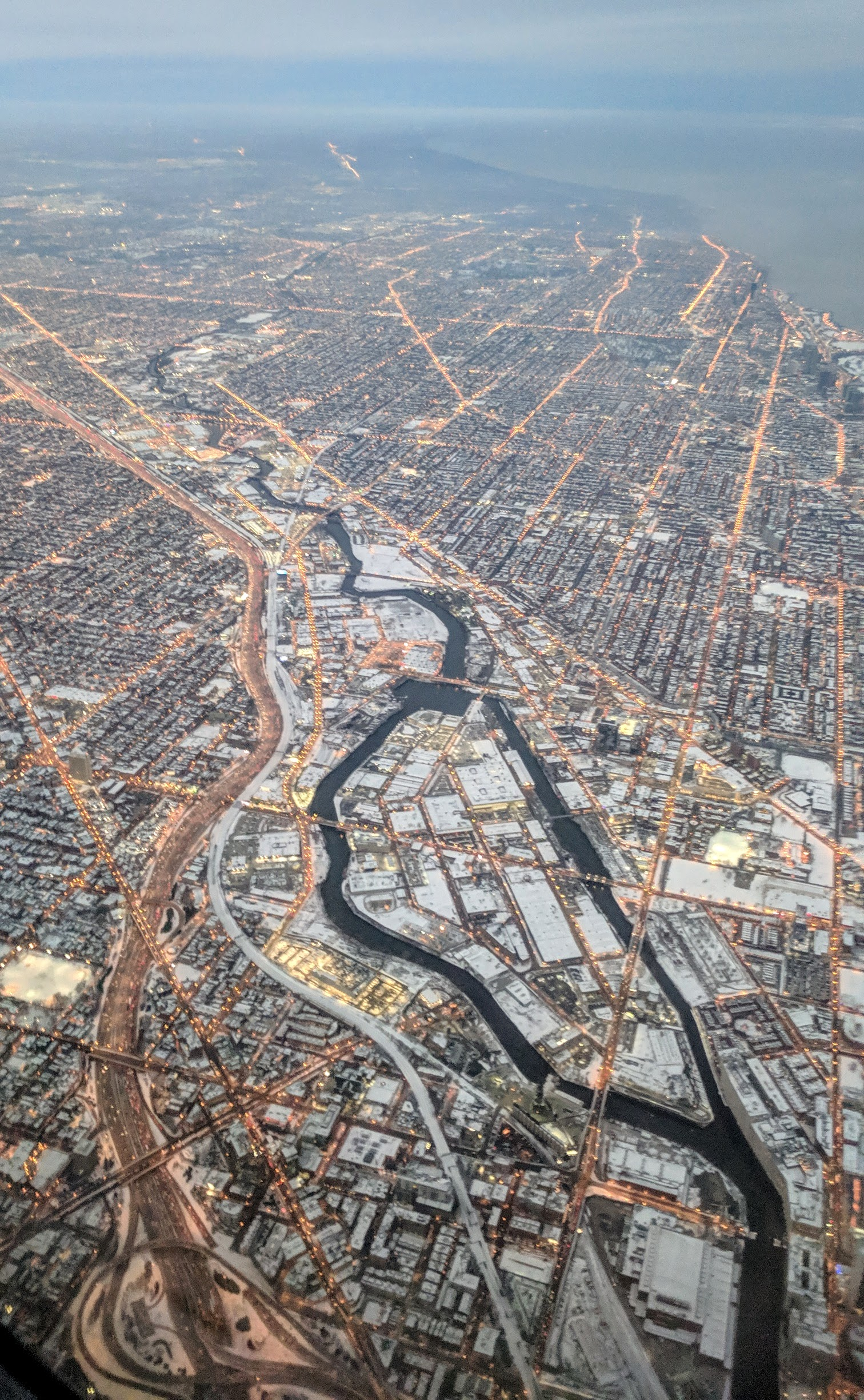
Vue sur la branche nord (North Branch) de la rivière Chicago, l'île de Goose Island et les quartiers résidentiels de North Side.

Depuis la construction du tout premier gratte-ciel de l'histoire (le Home Insurance Building en 1885), Chicago a été durant des décennies à l'avant-garde dans la construction des bâtiments à très haute densité. Aujourd'hui, la ville peut se vanter d'avoir certains des bâtiments les plus hauts d'Amérique du Nord et d'avoir une des plus importantes skyline du monde. Cela peut-être attribué au précédent selon lequel Chicago a toujours eu une histoire dans la construction frénétique de gratte-ciel, commençant principalement après le Grand incendie de Chicago qui toucha durement la ville en 1871. Le prix des terrains ayant considérablement augmenté à la suite de cet événement, la reconstruction de Chicago permit aux architectes et urbanistes de penser la ville sur des critères beaucoup plus modernes et de se tourner vers les constructions de plus en plus en hauteur. Depuis ce temps, les développeurs suivent simplement le modèle de leurs prédécesseurs.
De ce fait, Chicago est la ville la plus dangereuse des États-Unis pour les oiseaux migrateurs car beaucoup d'entre eux meurent en percutant les façades vitrées de ses gratte-ciel. La plupart des oiseaux qui migrent à travers les États-Unis le font de nuit (environ 80 %) car l’espace aérien est plus « calme », se repérant grâce aux étoiles et sur la perception du champ magnétique terrestre,. Mais lorsqu’ils survolent les terres, ils sont attirés par les lumières : les 125 plus grandes villes ne représentent que 2,1 % du territoire américain, mais 35,4 % de la pollution lumineuse. La ville de Chicago se trouve sur le trajet de nombreuses espèces migratrices et plus de 5 millions d’oiseaux, appartenant à 250 espèces venant d’Amérique du Sud et d’Amérique centrale, traversent son espace aérien en direction du nord au printemps puis vers le sud en automne. Les autorités municipales envisagent de prendre des mesures de protection des oiseaux, en préconisant notamment l’utilisation de vitrages comportant un revêtement ultraviolet réfléchissant visible par les oiseaux, tout en étant quasi-transparent pour les hommes.
Comme bon nombre de villes américaines, la structure urbaine de Chicago est conçue selon un système de rues en grille (appelé « plan hippodamien ») dans lequel il est facile de se repérer car les rues sont rectilignes et se croisent en angle droit, créant des îlots urbains de forme carrée ou rectangulaire. Ce système a été repris à partir du XVIIe siècle par les urbanistes pour la construction des villes sur le continent américain comme ce fut le cas à Chicago. Le système de grille de Chicago remonte à 1830, ce qui le rend encore plus ancien que la ville elle-même. State Street et Madison Avenue sont le point zéro des axes est-ouest et nord-sud d'une grille cartésienne logique. Hormis dans le secteur financier du Loop, toutes les 800 adresses équivalent à un mile (1,609 kilomètre), où que l'on se trouve dans la ville on peut donc s'orienter facilement vers n'importe quel endroit en faisant un peu de calcul. Il est aussi possible d'indiquer de quel côté de la rue se trouve notre destination : adresses paires sur les côtés nord et ouest des rues, impaires sur les côtés sud et est.

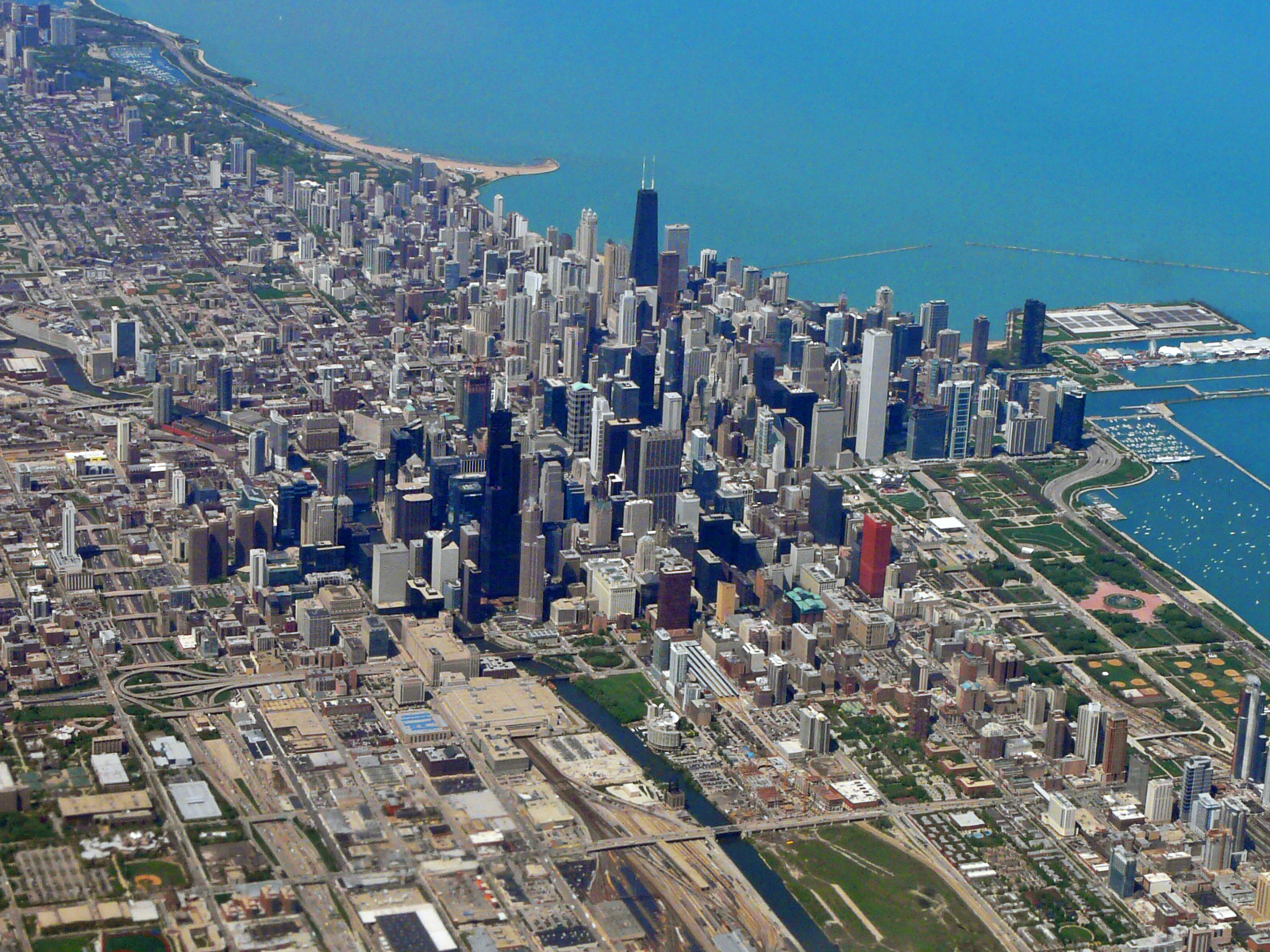
Vue aérienne mettant en évidence le contraste clair entre la verticalité de Downtown Chicago et les quartiers industriels et résidentiels.

La rivière Chicago peut amener quelques inconvénients quant à la restriction géographique dans son développement urbain, mais dont l'impact a été fortement atténué par le strict respect du plan hippodamien de la ville de l'autre côté de la rivière. Le centre financier du Loop est composé en grande partie de gratte-ciel et d'immeubles comportant au moins 10 étages. Les secteurs limitrophes du Loop tels que Near North Side et Near South Side se composent aussi principalement de bâtiments à haute densité. Cependant, plus on s'éloigne vers l'extérieur plus les bâtiments deviennent petits, avec moins de 10 étages. Dans un rayon de 5 kilomètres autour du centre-ville les immeubles se raréfient et les maisons urbaines de type brownstones comportant 4 à 5 étages se succèdent. Dans un rayon de 10 kilomètres autour du Loop, les quartiers périurbains se composent principalement de zones pavillonnaires et de lotissements constitués de maisons individuelles. Selon les normes modernes et sa situation géographique, Chicago a en réalité peu de raisons de se développer en hauteur, en effet la ville étant située dans le Midwest, une des régions les plus rurales des États-Unis, l'agglomération a beaucoup d'espace pour s'étendre vers l'extérieur sur un terrain plat presque euclidien. Cependant, à long terme, l'étalement urbain peut entraîner de graves conséquences sur l'environnement et le réchauffement climatique, particulièrement sur les écosystèmes locaux.

### Qualité de l'eau

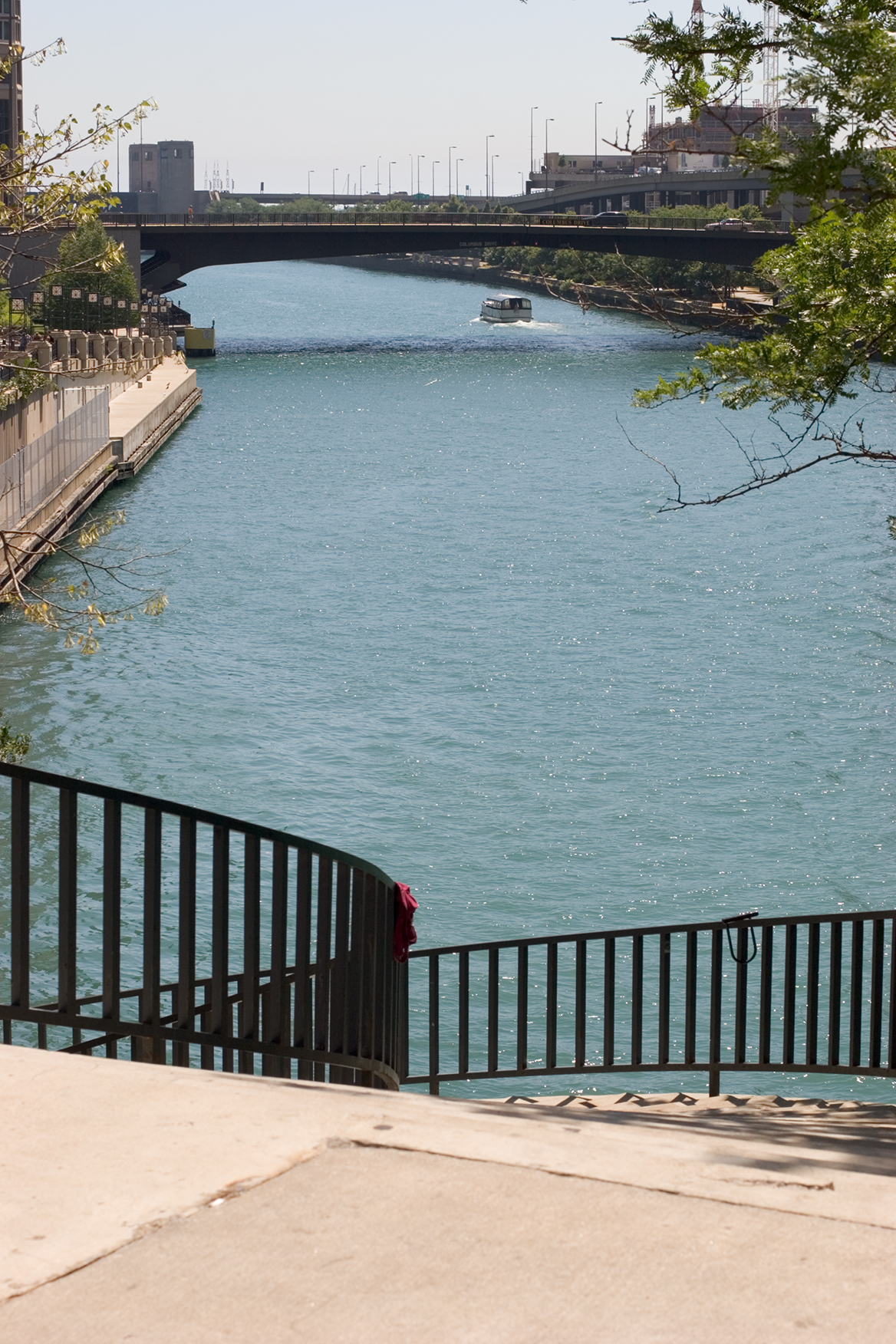
La rivière Chicago.

Traversant la ville qui lui a donné son nom, la rivière Chicago est l’un des complexes fluviaux les plus façonnés par l’homme. Au milieu du XIXe siècle, alors que la ville est en plein essor industriel, la rivière Chicago était surnommée la « rivière puante » car l’ensemble des industries y déversaient leurs eaux usées. À la suite de graves problèmes sanitaires, les autorités municipales se rendirent compte que cette eau sale se jetait directement dans le lac Michigan, qui était alors la principale source d’eau potable de la ville. Le fond du lac était couvert d'éléments-traces métalliques (ETM) et de substances toxiques provenant des aciéries, des fonderies et des abattoirs (Union Stock Yards). Pour y remédier, la ville décida de construire des canaux et des écluses pour inverser le sens du flux de la rivière afin de protéger les eaux du lac de la pollution.
Pendant les années 1980, la rivière Chicago était toujours très sale et souvent remplie d'ordures. Cependant, au cours des années 1990, elle a subi un nettoyage intensif dans le cadre d'un effort d'assainissement initié par le maire de Chicago Richard M. Daley. Bien que la qualité de l'eau de la rivière s'améliore, elle est encore polluée par les égouts lors de violents orages. Le problème de l'écoulement des eaux pluviales non traitées dans le lac a été résolu par un ambitieux projet appelé « Deep Tunnel ». Il s'agit d'un vaste système de grands tunnels percés dans le substrat rocheux, en profondeur, qui recueille et stocke les eaux pluviales en attendant qu'elles puissent être traitées dans les installations de traitement des eaux usées de la ville.
On peut trouver plusieurs espèces de poissons d'eau douce dans la rivière Chicago, dont l'achigan à grande bouche, l'achigan à petite bouche, le crapet de roche, le crapet arlequin, le poisson-chat et la marigane noire. Elle abrite également une importante population d'écrevisses. Globalement, l'eau est assez propre pour s'y baigner mais les poissons se nourrissant au fond du lac, comme la truite ou le saumon coho, sont considérés comme impropres à la consommation.
En 2002, une barrière électrique est mise sous tension dans le canal sanitaire de Chicago pour éviter que l'invasion de la carpe asiatique (remontant le long du Mississippi) n'atteigne un jour les Grands Lacs (la Maison-Blanche ayant fait appel à l'armée américaine pour bâtir ce barrage car il était urgent d'intervenir rapidement). La construction du barrage coûta la somme de 9 000 000 de dollars. En 2009, l'Institut des Grands Lacs de l'Université de Windsor s'inquiéta car de l'ADN de carpe asiatique fut découvert dans le canal de Chicago, à moins de 12 kilomètres seulement du lac Michigan, ce qui montre que l'espèce est parvenue à franchir les barrières à ondes électromagnétiques. En 2013, le gouvernement fédéral décida d'investir 50 millions de dollars pour lutter contre ce phénomène. Cette prolifération représente un danger pour l'environnement marin et pourrait s'avérer catastrophique pour l'écosystème aquatique nord-américain.

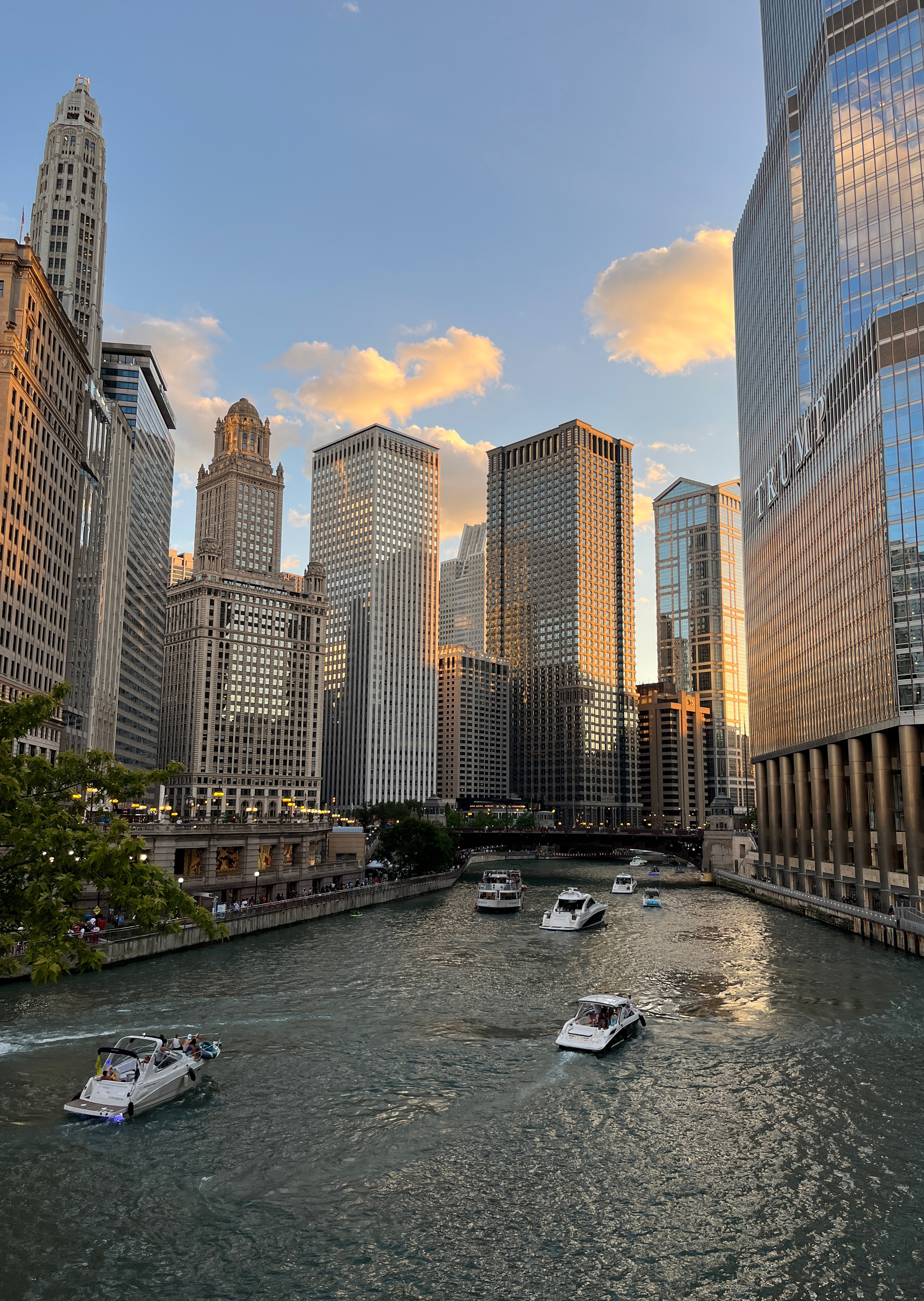
La rivière Chicago vue depuis le pont de Michigan Avenue.

Dans les années 2010, la Chicago Community Trust, une organisation locale soutenue par des organismes tels que le Metropolitan Water Reclamation District of Greater Chicago (MWRD ; en français « District métropolitain de récupération des eaux du Grand Chicago ») et le Chicago Department of Water Management (DWM ; « Département de la gestion de l'eau de Chicago »), lança un projet inédit aux États-Unis. Ce dernier vise à garantir la qualité de l'eau de la rivière Chicago tout en permettant aux autorités municipales et aux organismes de réglementation de mieux comprendre les différents types de pollutions microbiologiques. Le projet vise non seulement à informer les habitants de Chicago sur la qualité de l’eau, mais également à permettre de contrôler les niveaux de pollution afin d’assurer la propreté des eaux accueillant des activités nautiques.
En outre, la fréquence et la précision accrues des mesures de la pollution microbienne permettent de mieux comprendre comment et pourquoi ces voies navigables sont polluées. Auparavant, des échantillons d’eau étaient analysés mensuellement pour mesurer les taux de coliformes fécaux. Avec l’installation de la sonde Proteus, les autorités municipales et les responsables de l’eau disposent de données horaires instantanément. La sonde fournit un rapport complet et détaillé en temps réel de la qualité de l’eau dans la rivière Chicago. Trois moniteurs multiparamètres, dotés de systèmes de télémétrie furent installés aux points stratégiques des branches principales de la rivière.
En effet, face à la popularité croissante des activités nautiques sur la rivière Chicago (natation, navigation de plaisance, canoë-kayak…), la surveillance en temps réel des ressources en eau devient indispensable. De plus, la rivière Chicago accueille diverses activités commerciales.

### Protection de l'environnement

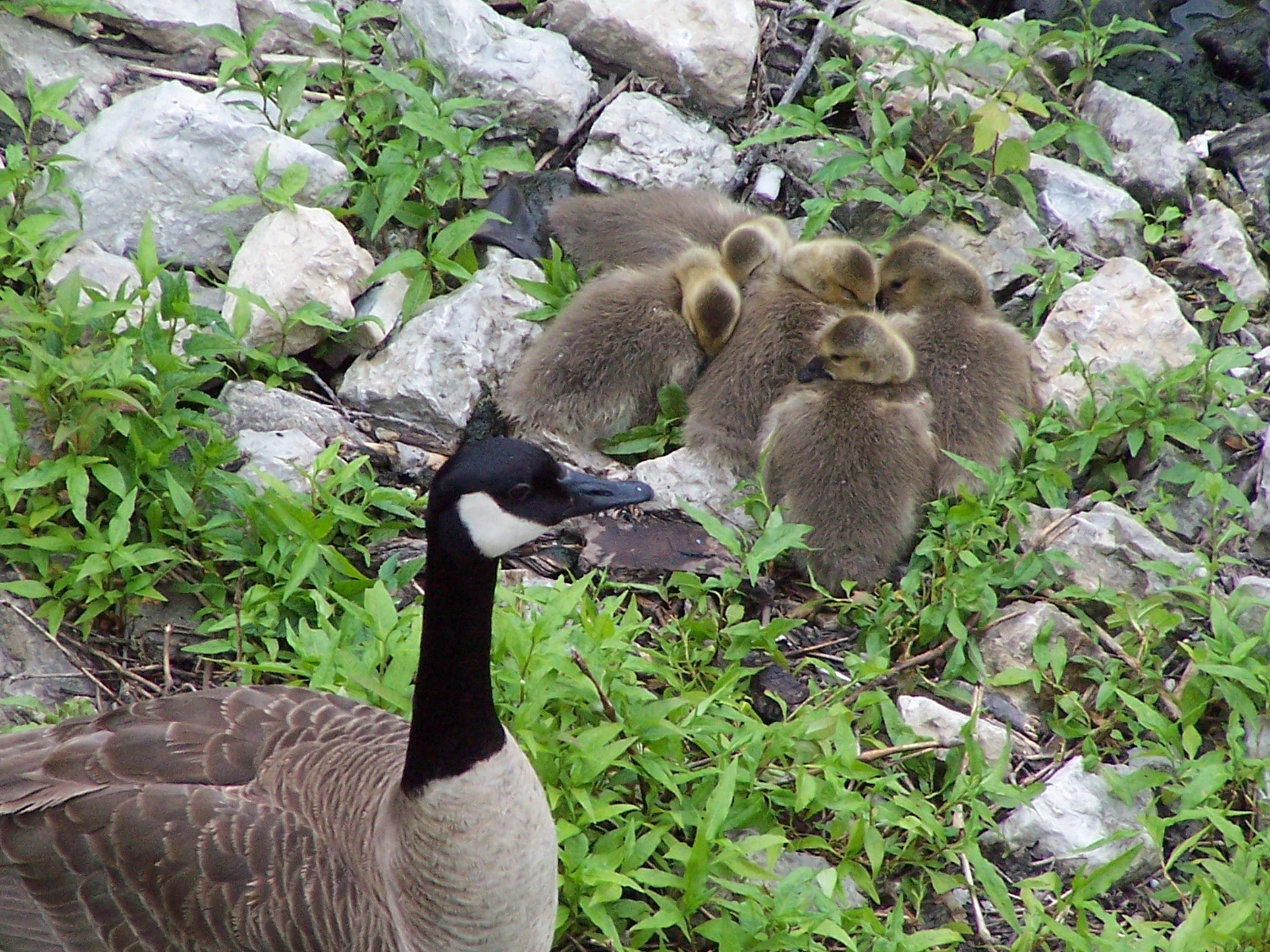
Une bernache du Canada et ses oisons au bord de la rivière Chicago (près du pont de Addison Street).

Comme dans la plupart des grandes villes, l'air est pollué par le trafic automobile, mais la municipalité tente de remédier à ce problème en promouvant l'utilisation des transports en commun et des énergies propres. Depuis le début des années 1990, l'ambition de la ville de Chicago est de favoriser la protection de l'environnement. Les terrains vagues et les parkings à l'abandon sont transformés en parcs et des jardins sont créés sur les toits des immeubles et les gratte-ciel à surface plate. Les toitures de nombreux bâtiments sont repeintes en blanc car les toitures blanches rafraîchissent les immeubles et luttent contre l'effet d'îlot de chaleur urbain qui caractérise les grandes villes. En effet, le blanc a un albédo élevé qui renvoie vers l'espace une grande partie du rayonnement solaire. 
Le Chicago Climate Exchange (CCX) est le premier système d'échange de quotas d'émissions de gaz à effet de serre au monde. Le CCX lance sa plateforme de négociation en 2003. Le maire de Chicago a par ailleurs signé l'US Mayors Climate Protection Agreement (« Accord des maires des États-Unis sur la protection du climat ») visant à atteindre ou à dépasser les objectifs de réduction de gaz à effet de serre fixé par le protocole de Kyoto. En 2021, la maire de Chicago Lori Lightfoot a promis 188 millions de dollars pour les programmes environnementaux lors d'un discours au conseil municipal. Il s'agit notamment de différents programmes visant à améliorer la qualité de l'air sur le territoire de la ville.
Chicago est surnommée « Green Roofs City » : les toitures végétales représentent une superficie totale de plus de 418 000 m2 répartis à travers 359 toits de la ville. Au milieu des années 2000, Chicago se fait remarquer sur la scène internationale par ses nombreux toits végétalisés. De 2005 à 2012, le rapport annuel du groupe Green Roofs for Healthy Cities « des toits verts pour des villes saines » classe la métropole au premier rang des villes américaines (juste devant Philadelphie) pour le nombre de toits verts installés par an. Richard M. Daley, maire de Chicago de 1989 à 2011, a fait de sa ville la première d'Amérique du Nord en matière de « toits verts » grâce à des incitations fiscales qui ont été mises en place depuis le début des années 2000. Il a doté plusieurs bâtiments publics dont l'hôtel de ville d'un toit vert.

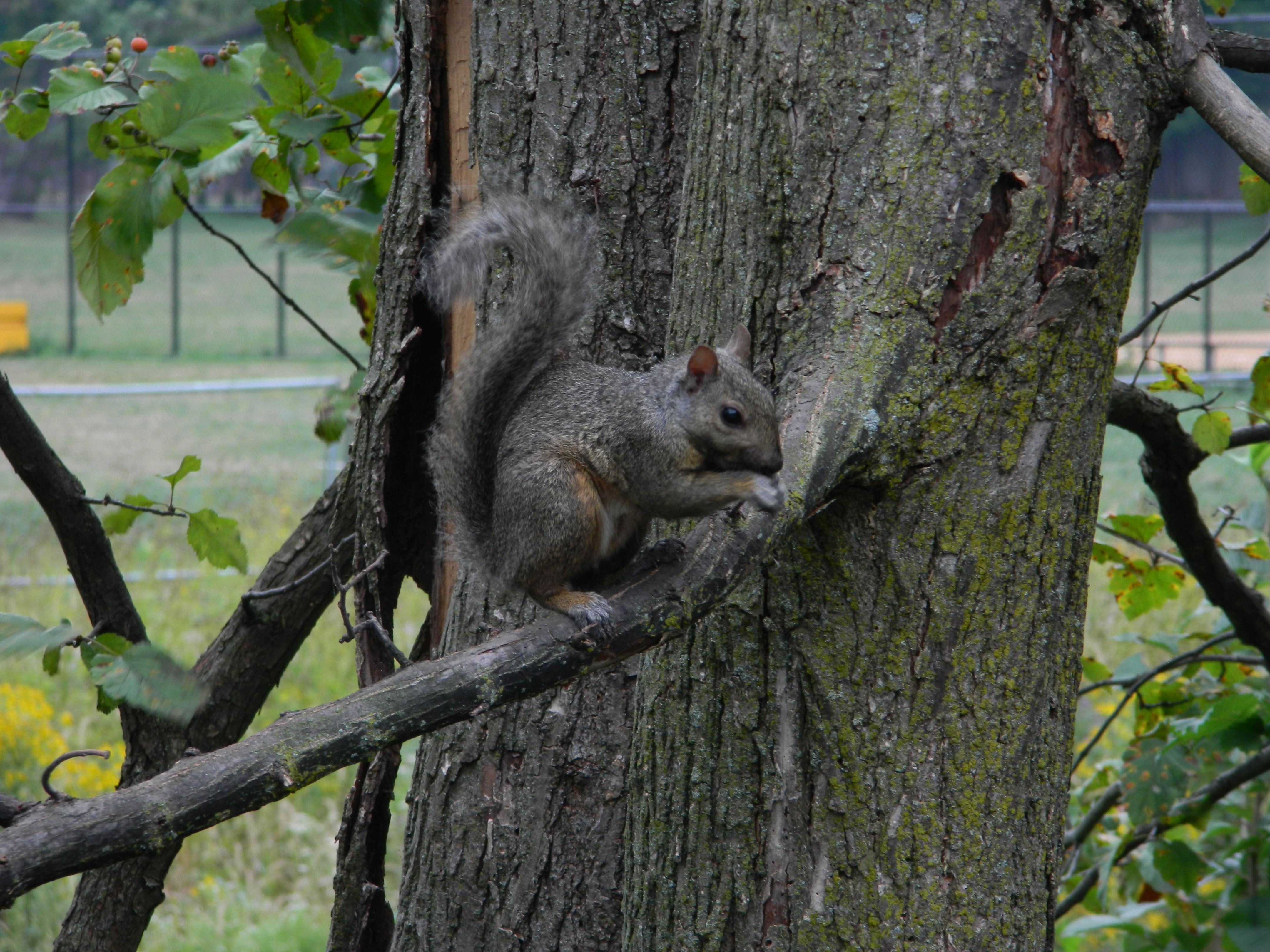
Un écureuil gris dans le parc municipal d'Eugene Field Park.

En 1989, le service municipal chargé de l'urbanisme et du développement de la ville de Chicago (Chicago Department of City Planning and Development ; DPD) a publié un plan visant à embellir et reverdir l'ensemble de son territoire par la plantation de centaines de milliers d'arbres à travers ses parcs, ses quartiers résidentiels, le long de ses boulevards et avenues, en bordure de la rivière Chicago, etc. L'objectif du plan appelé « GreenStreets » était d'atteindre un gain net de 500 000 arbres pour la période 1989-1992 afin de replanter une ville dénudée par l'épidémie causée par la maladie de l'orme qui frappa Chicago dans les années 1970. Une enquête menée en 2012, concernant les différentes espèces d'arbres et les forêts urbaines se trouvant sur le territoire des sept comtés de l'aire métropolitaine de Chicago, a révélé que 21 % des terres sont couvertes par la canopée des arbres et des arbustes (environ 157 142 000 arbres). Les cinq espèces d'arbres les plus courantes sont le nerprun, le frêne vert, l'Érable negundo, le cerisier noir et l'Orme d'Amérique. Ces ressources remplissent des fonctions importantes dans le stockage du carbone, le recyclage de l'eau et les économies d'énergie,. En 2021, selon les autorités municipales, 75 000 nouveaux arbres seront plantés à travers la ville de Chicago d'ici 2026.
Dans un effort toujours plus écologique, la Chicago Transit Authority (CTA), entreprise gérant les transports en commun dans la ville de Chicago, a remplacé 170 de ses bus pour des bus mi-électriques/mi-diesel au cours des années 2010. Dans la période 2015-2020, la CTA s'est dotée de 900 nouveaux bus hybrides qui sont venus s'ajouter à sa flotte. La Chicago Transit Authority fut également la première agence américaine des transports à se doter de bus électriques en 2014.

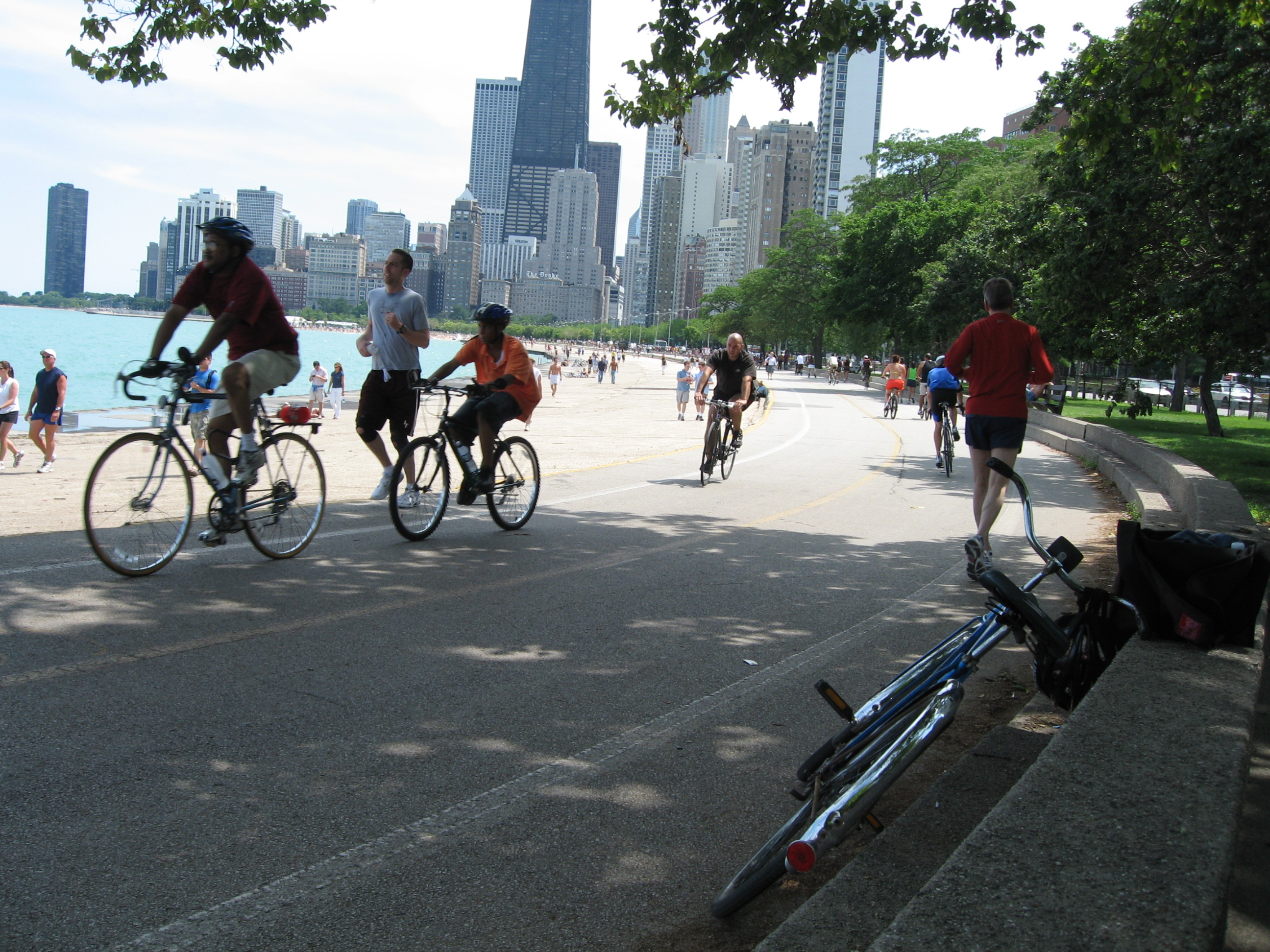
Le Lakefront Trail, célèbre piste cyclable longeant le lac Michigan dans le secteur de Near North Side.

Pour faciliter les déplacements à vélo, le Chicago Department of Transportation (CDOT) a lancé le Chicago Bicycle Program dans les années 2000, un programme visant à augmenter le nombre de voies cyclables à travers la ville et a promouvoir les transports doux auprès des élèves dans les écoles publiques de Chicago. En 2019, la ville possède près de 490 km de voies cyclables sur son territoire. Depuis 2013, Chicago est dotée d'un système de vélos en libre-service appelé « Divvy » qui exploite une flotte de 4 760 vélos répartis à travers 476 stations dans la ville. En 2014, les vélos étaient empruntés quotidiennement par plus de 13 000 utilisateurs. En outre, la ville comprend plusieurs jardins botaniques et conservatoires dont les plus importants sont le jardin botanique de Chicago (Chicago Botanic Garden), le jardin botanique de Lincoln Park (Lincoln Park Botanical Garden) et le conservatoire de Garfield Park (Garfield Park Conservatory) qui tous trois renferment d'importantes collections horticoles et de plantes exotiques rares ou menacées qui proviennent des quatre coins du monde. Ces institutions prévoient des programmes éducatifs et communautaires destinés à sensibiliser les visiteurs sur l'environnement et la sauvegarde de la biodiversité florale. Le zoo de Lincoln Park (Lincoln Park Zoo) mène des projets similaires concernant la protection animale et la conservation de la nature.
En 2021, le  Consumers and Climate First Act, un projet de loi d'envergure visant à imposer de nouvelles normes d'éthique et de responsabilité dans le secteur des énergies propres et de l'efficience énergétique est entré en vigueur dans l'État de l'Illinois et s'applique au reste de la région du Midwest. Le projet vise à mettre en œuvre de nouveaux programmes, initiatives, financements et directives dans ce domaine. Les défenseurs des énergies renouvelables appuient les investissements dans cette nouvelle économie.